# Van Vleck
Van Vleck is een plaats (census-designated place) in de Amerikaanse staat Texas en valt bestuurlijk gezien onder Matagorda County.

## Demografie
Bij de volkstelling in 2000 werd het aantal inwoners vastgesteld op 1411.

## Geografie
Volgens het United States Census Bureau beslaat de plaats een oppervlakte van
8,2 km², geheel bestaande uit land. Van Vleck ligt op ongeveer 14 m boven zeeniveau.

## Plaatsen in de nabije omgeving
De onderstaande figuur toont nabijgelegen plaatsen in een straal van 28 km rond Van Vleck.